# جيم دونيلي (سياسي)
جيم دونيلي (بالإنجليزية: Jim Donnelly)‏ هو سياسي أمريكي، ولد في 1967. نشط في الحزب الجمهوري.